# Dyego Zuffo
Dyego Henrique Zuffo (Palmitos, 5 de agosto de 1989) é um jogador de futsal brasileiro. Atualmente, joga pelo Al-Ula FC e pela Seleção Brasileira de Futsal na posição de ala.